# Янг, Джордж (футболист)
Джордж Льюис Янг (англ. George Lewis Young; 27 октября 1922, Гранджемут, Стерлингшир — 10 января 1997, Сламаннан, Фолкерк) — шотландский футболист, игрок сборной Шотландии.

## Биография

### Клубная карьера
Янг всю игровую карьеру играл за «Рейнджерс», в составе которого выиграл шесть чемпионских титулов, 4 Кубка Шотландии и 4 Кубка Шотландской лиги. Всего в составе этой команды он сыграл во всех турнирах 458 матчей и забил 31 гол. 
В ноябре 1945 года Янг принимал участие в товарищеском матче с московским «Динамо»; матч завершился со счётом 2:2 и Янг в том матче забил гол с пенальти, сравняв счёт в матче.

### Карьера в сборной
За сборную Шотландии сыграл 57 матчей, в которых не забил ни одного мяча.

### Тренерская карьера
С 1959 по 1962 год работал главным тренером клуба «Терд Ланарк»

### Смерть
Скончался 10 января 1997 года в возрасте 74 лет